# George McGill

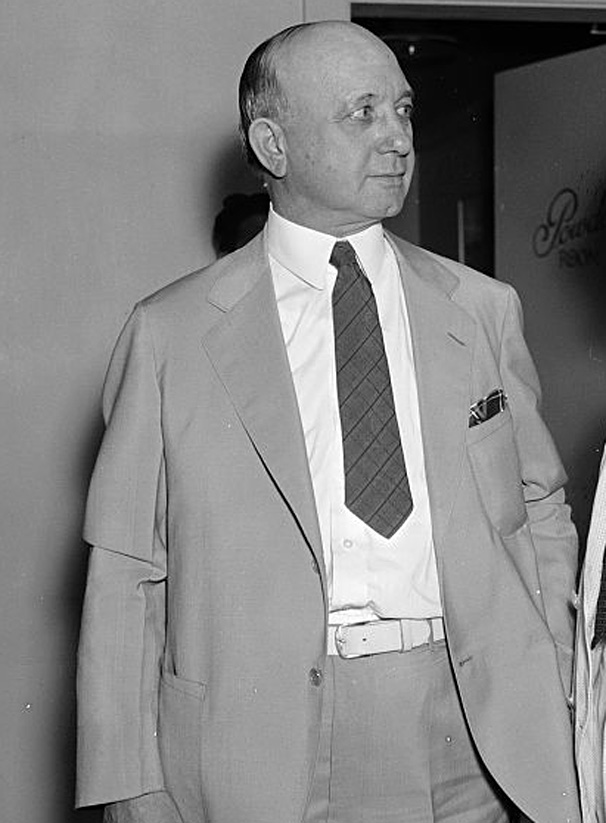
George McGill

George McGill (* 12. Februar 1879 bei Russell, Lucas County, Iowa; † 14. Mai 1963 in Wichita, Kansas) war ein US-amerikanischer Politiker (Demokratische Partei), der den Bundesstaat Kansas im US-Senat vertrat.
George McGill zog mit seinen Eltern nach Kansas, als er fünf Jahre alt war. Dort lebte die Familie auf einer Farm nahe Dundee im Barton County. Nach dem Schulbesuch machte er 1900 am Central Normal College in Great Bend seinen Abschluss, ehe er nach einem Studium der Rechtswissenschaften zwei Jahre später in die Anwaltskammer aufgenommen wurde und in Hoisington zu praktizieren begann. Ab 1904 war er als Jurist in Wichita, der größten Stadt des Staates, tätig.
Von 1907 bis 1911 fungierte McGill als stellvertretender Bezirksstaatsanwalt im Sedgwick County; 1911 stieg er zum Bezirksstaatsanwalt auf und blieb dies bis 1915. Am 4. November 1930 gewann er dann die Nachwahl um das Mandat des zum Vizepräsidenten der Vereinigten Staaten gewählten US-Senators Charles Curtis gegen den Republikaner Henry Justin Allen, der zuvor Curtis’ ernannter Nachfolger gewesen war. McGill war damit erst der dritte Demokrat nach John Martin und William Howard Thompson, der für Kansas in den Senat einzog. 1932 gelang ihm die Wiederwahl. Im Senat war er zeitweise Vorsitzender des Pensionsausschusses und hatte Anteil an der New-Deal-Gesetzgebung zum Agricultural Adjustment Act.
1938 misslang ihm gegen Clyde Reed die Wiederwahl. In den Jahren 1942, 1948 und 1954 unternahm McGill jeweils erfolglose Versuche, in den Senat zurückzukehren. US-Präsident Franklin D. Roosevelt berief ihn 1944 in die Bundeszollkommission, der er bis 1954 angehörte; danach arbeitete er bis zu seinem Tod im Mai 1963 als Anwalt in Wichita. McGill ist bis heute der letzte Demokrat, der für Kansas im US-Senat saß. Die Republikaner stellen seit 1939 ununterbrochen beide Senatoren; länger gelang dies den beiden großen Parteien in keinem Bundesstaat.